# Naranjito (Porto Rico)
Naranjito è una città di Porto Rico situata nella regione centrale dell'isola. L'area comunale confina a nord con Toa Alta, a est con Bayamón, a sud con Comerío e Barranquitas e a ovest con Corozal. Il comune, che fu fondato nel 1824, oggi conta una popolazione di oltre 30 000 abitanti ed è suddiviso in 16 circoscrizioni (barrios).